# Chi Luồng
Chi Luồng, tên khoa học Dendrocalamus, là một chi thực vật có hoa trong họ Hòa thảo (Poaceae).

## Loài
Chi này hiện tại ghi nhận được các loài sau:
1. Dendrocalamus asper - S China, SE Asia, Indian Subcontinent
2. Dendrocalamus bambusoides - Yunnan
3. Dendrocalamus barbatus - Yunnan
4. Dendrocalamus bengkalisensis - Riau Is
5. Dendrocalamus birmanicus - Yunnan, Myanmar
6. Dendrocalamus brandisii - Yunnan, Indochina, Andaman Is
7. Dendrocalamus buar - Sumatra
8. Dendrocalamus calostachyus - Arunachal Pradesh, Bhutan, Yunnan, Myanmar
9. Dendrocalamus cinctus - Sri Lanka
10. Dendrocalamus collettianus - Myanmar
11. Dendrocalamus detinens - Myanmar
12. Dendrocalamus dienbienensis - HOANG NGHIA NGUYEN, VAN THO NGUYEN, ANH DUNG NGUYEN, NGUYEN VIEN, PHAM QUANG TIEN, VAN TIEN TRAN 2017[8]
13. Dendrocalamus dumosus - Thailand, Peninsular Malaysia
14. Dendrocalamus elegans - Thailand, Peninsular Malaysia
15. Dendrocalamus exauritus - Guangxi
16. Dendrocalamus farinosus - Guangxi, Guizhou, Sichuan, Yunnan, Vietnam
17. Dendrocalamus fugongensis - Yunnan
18. Dendrocalamus giganteus - Yunnan, Assam, West Bengal, Laos, Myanmar; naturalized in Madagascar, Mauritius, Seychelles, Sri Lanka, Bangladesh, Nepal, Cambodia, Thailand, Ecuador, Trinidad, Puerto Rico
19. Dendrocalamus hait - Sumatra
20. Dendrocalamus hamiltonii - Yunnan, Nepal, eastern Himalayas, northern Indochina
21. Dendrocalamus hirtellus - Peninsular Malaysia
22. Dendrocalamus hookeri - eastern Himalayas, Myanmar
23. Dendrocalamus jianshuiensis - Yunnan
24. Dendrocalamus khoonmengii - Thailand
25. Dendrocalamus latiflorus - southern China, northern Indochina; naturalized in Ryukyu Is, Bonin Is, Cuba, Brazil
26. Dendrocalamus liboensis - Guizhou
27. Dendrocalamus longispathus - Indochina, Assam, Bangladesh
28. Dendrocalamus macroculmis - Vietnam
29. Dendrocalamus manipureanus - Manipur
30. Dendrocalamus membranaceus - Indochina, Yunnan, Bangladesh
31. Dendrocalamus menglongensis - Guangdong
32. Dendrocalamus merrillianus - Philippines
33. Dendrocalamus messeri - Myanmar
34. Dendrocalamus minor - Guangdong, Guangxi, Guizhou
35. Dendrocalamus nudus - Thailand
36. Dendrocalamus pachystachys - Yunnan
37. Dendrocalamus parishii - western Himalayas
38. Dendrocalamus parvigemma - Vietnam
39. Dendrocalamus peculiaris - Yunnan
40. Dendrocalamus pendulus - Peninsular Malaysia
41. Dendrocalamus poilanei - Vietnam
42. Dendrocalamus pulverulentus - Guangdong
43. Dendrocalamus sahnii - Arunachal Pradesh
44. Dendrocalamus semiscandens - Yunnan
45. Dendrocalamus sericeus - Bihar, Laos, Vietnam
46. Dendrocalamus sikkimensis - Sikkim, Bhutan, Arunachal Pradesh, Yunnan
47. Dendrocalamus sinicus - Yunnan, Laos
48. Dendrocalamus sinuatus - Peninsular Malaysia, Laos, Vietnam
49. Dendrocalamus somdevae - Uttarakhand
50. Dendrocalamus strictus - India, Indochina; naturalized in West Indies, Java, Malaysia, some islands in Indian Ocean
51. Dendrocalamus suberosus - Guangdong
52. Dendrocalamus tibeticus - Tibet, Yunnan
53. Dendrocalamus tomentosus - Yunnan
54. Dendrocalamus triamus - Guangdong
55. Dendrocalamus tsiangii - Sichuan, Guangxi, Guizhou
56. Dendrocalamus wabo - Myanmar
57. Dendrocalamus xishuangbannaensis - Yunnan, Vietnam
58. Dendrocalamus yunnanicus

Các loài đã chuyển sang chi khác
- Dendrocalamus affinis - Bambusa emeiensis
- Dendrocalamus balcooa - Bambusa balcooa
- Dendrocalamus copelandii - Bambusa copelandii
- Dendrocalamus criticus - Bambusa pallida
- Dendrocalamus curranii - Gigantochloa levis
- Dendrocalamus factitius - Bambusa sinospinosa var. inermis
- Dendrocalamus forbesii - Neololeba atra
- Dendrocalamus griffithianus - Bambusa griffithiana
- Dendrocalamus inermis - Bambusa sinospinosa var. inermis
- Dendrocalamus latifolius - Neololeba atra
- Dendrocalamus mianningensis - Ampelocalamus mianningensis
- Dendrocalamus microcephalus - Bambusa microcephala
- Dendrocalamus monadelphus - Pseudoxytenanthera monadelpha
- Dendrocalamus multispiculatus - Neololeba atra
- Dendrocalamus papuanus - Neololeba atra
- Dendrocalamus patellaris - Ampelocalamus patellaris
- Dendrocalamus rongchengensis - Bambusa rongchengensis
- Dendrocalamus stenoauritus - Bambusa stenoaurita
- Dendrocalamus stocksii - Pseudoxytenanthera stocksii
- Dendrocalamus tulda - Bambusa tulda